# Tộc danh
Tộc danh (tiếng Trung Quốc: 族稱, tiếng Anh: ethnonym) là cách gọi của riêng một sắc tộc nhất định. Tên dân tộc có thể được chia thành hai loại: ngoại danh (exonym, tên dân tộc do dân tộc khác đặt) và tự danh (autonym), hoặc nội danh (endonym, tên do chính dân tộc đó đặt).
Ví dụ, tên dân tộc chiếm đa số ở Đức là người Đức. Tên dân tộc này là ngoại danh sử dụng trong tiếng Việt nhưng bắt nguồn từ tiếng Trung Quốc. Ngược lại, người Đức sử dụng tên tự đặt là Deutschen. Người Đức được gọi bằng nhiều ngoại danh trong nhiều ngôn ngữ khác như, ví dụ như tiếng Pháp (Allemands), tiếng Ý (tedeschi), tiếng Thụy Điển (tyskar) và tiếng Ba Lan (Niemcy).